# Santiago Bernabéu
Santiago Bernabéu Yeste, mais conhecido como Santiago Bernabéu (Almansa, 8 de junho de 1895 — Madrid, 2 de junho de 1978), foi um soldado, futebolista e empresário espanhol. Jogou como futebolista a carreira toda pelo Real Madrid. Depois, tornou-se presidente do clube, e até hoje segue sendo considerado como a pessoa mais importante da História da equipa. Também foi soldado pelos franquistas na Guerra Civil Espanhola.

## História

### Carreira Futebolística
Nascido em Almansa, sua família mudou para Madrid quando Bernabéu era muito jovem. Em 1909, aos 14 anos, Bernabéu começa a jogar na equipe júnior do Real Madrid.
Em 1912, aos 17 anos, Bernabéu passa a integrar a equipe profissional do Real Madrid. Pelo Real Madrid, Bernabéu, que jogava como atacante, chegou a marcar cerca de 200 gols pelo clube e jogou por vários anos como capitão do time, até se aposentar em 1927.

### Guerra Civil Espanhola
Depois de se aposentar, em 1927, Bernabéu continuou associado ao clube, mas, em 1936, ocorreu a Guerra Civil Espanhola e em decorrência disto, o futebol profissional parou de ser jogado na Espanha. Durante a guerra, Bernabéu lutou como soldado para os franquistas, sob o comando do General Agustín Muñoz Grandes, nas forças autodenominadas "nacionalistas" de Francisco Franco, lutando na campanha de Catalunha.

### Carreira empresarial
Ao fim da Guerra Civil Espanhola, o Real Madrid estava totalmente desestruturado e prestes a falir. Durante a guerra, vários dirigentes e funcionários do clube morreram ou desapareceram. Até troféus de antigas conquistas do clube foram roubados. Para piorar, o Real Madrid não recebia nenhuma ajuda do governo espanhol.
Então, por vários meses, Bernabéu começou a procurar e a entrar em conta(c)to com vários ex-dirigentes e ex-jogadores do clube, que sobreviveram à guerra, para reestruturar o time. Conseguindo jogadores, o time se remontou, mas o time ainda era muito pobre e Bernabéu um dos principais dirigentes.
Alguns anos depois, numa partida contra o FC Barcelona, em 1943, houve um duro confronto entre as torcidas. Por decisão do governo os presidentes dos dois times foram obrigados a deixarem o cargo. No Real Madrid, saiu o presidente Antonio Santos Peralba, depois, Bernabéu foi eleito o novo presidente do clube.
O Real Madrid ainda estava muito abaixo da estrutura de clubes como FC Barcelona e Athletic Bilbao. Então, Bernabéu começou a reestruturar todos os setores do clube e construiu um estádio que foi considerado como o maior da época - o estádio que viria a ter o seu nome no futuro. Nessa grande reestruturação do clube, importantes jogadores da época passaram pelo time, como  Molowny, Muñoz, Di Stéfano, Gento, Rial, Santamaría, Kopa, Puskás, Amancio, Pirri, Netzer, Santillana, Juanito, Camacho, del Bosque e muitos outros.
Em 1955, Bernabéu e Gustav Sebes criaram um torneio com base na Copa Latina. Ao longo dos tempos, este torneio teve sucesso e se tornou na Liga dos Campeões da UEFA, hoje administrado pela UEFA.
Como presidente do Real Madrid, Bernabéu conseguiu diversos títulos de grande importância: 1 Taça Intercontinental, 6 Copas da Europa, 16 Campeonatos Espanhóis, e 6 Copas da Espanha.
Bernabéu foi presidente do Real Madrid até quando faleceu, a 2 de junho de 1978, em Madrid.
Em sua homenagem, o Estádio do clube ganhou o seu nome: Estádio Santiago Bernabéu, hoje considerado um estádio 5 estrelas pela UEFA e um dos maiores estádios do mundo.
Foi o 11.º presidente do Real Madrid CF.